# Río del Oro
El Río del Oro es uno de los ríos que cruza la cabecera municipal de Neiva, nace en la Cuchilla Terpella, ramificación del cerro Neiva, a 1000 m s. n. m. su cuenca ocupa un área que se aproxima a las 65,76 km², de las cuales tan solo el 12% esta cubierta con bosque nativos. A lo largo de su recorrido, esta corriente es alimentada por las quebradas El Tigre, El Madroño, El Banquillo, La Florentina, Zanja Honda y la Cabuya, que además, contribuyen a su problema de contaminación.
Parte de sus aguas drenan con afluentes cortos de bajo caudal la Comuna 6, la Comuna 4, la Comuna 7 y la Comuna 8 del Área Urbana de Neiva. En la parte alta de la cuenca se presentan drenajes de tipo intermitente, drenando las veredas del corregimiento del Caguán.

## Geología de la Cuenca
La cuenca del Río del Oro se localiza en la parte media de la cordillera oriental, sobre la vertiente occidental. Esta cordillera es un sistema montañoso relativamente joven y de origen sedimentario, angosta y baja en lo que abarca en el departamento de Huila y drena sus aguas hacia el Río Magdalena. Se sitúa sobre una zona de origen terciario del Magdalena, presenta terrazas fluviales cuaternarias alteradas por la acción erosiva del Río del Oro que ha disminuido en gran proporción los sedimentos de esta formación.

## Urbanismo
A partir del sitio conocido como Paso Ancho, penetra en el Área urbana hasta su desembocadura en el Río Magdalena a la altura del Puerto Las Damas. El río está higienizado al construírsele en su margen derecha el colector de aguas residuales desde la quebrada La Torcaza hasta su desembocadura, ha sido rectificado su cauce por las obras de terraplenes en sus taludes artificiales, andenes, zonas verdes, terrazas y miradores en sus riberas, que constituyen la continuación del Parque Longitudinal del Río Magdalena, ya existente entre el Monumento La Gaitana y la Carrera 15. Se proyecta crear zonas verdes a su margen izquierda creando el futuro Parque Ronda Río del Oro hasta la altura de la Avenida Circunvalar de Oriente. No obstante, persisten focos de contaminación por flujo de aguas residuales.

## Problemática Ambiental
El Río del Oro es un ecosistema muy frágil y sensible a la intervención antrópica, este río se encuentra canalizado y dentro de él existen pequeños muros con el fin de regular el río, debido a que se encuentra tan degradado que solo funciona como laguna de oxidación.  En la parte media y baja de la microcuenca se observa una mayor intervención antrópica. Por su cercanía al Área urbana de la ciudad sus riberas se encuentran invadidas, la vegetación ha desaparecido en un 95%. Las especies predominantes en la microcuenca del Río del Oro son las siguientes:

### Flora

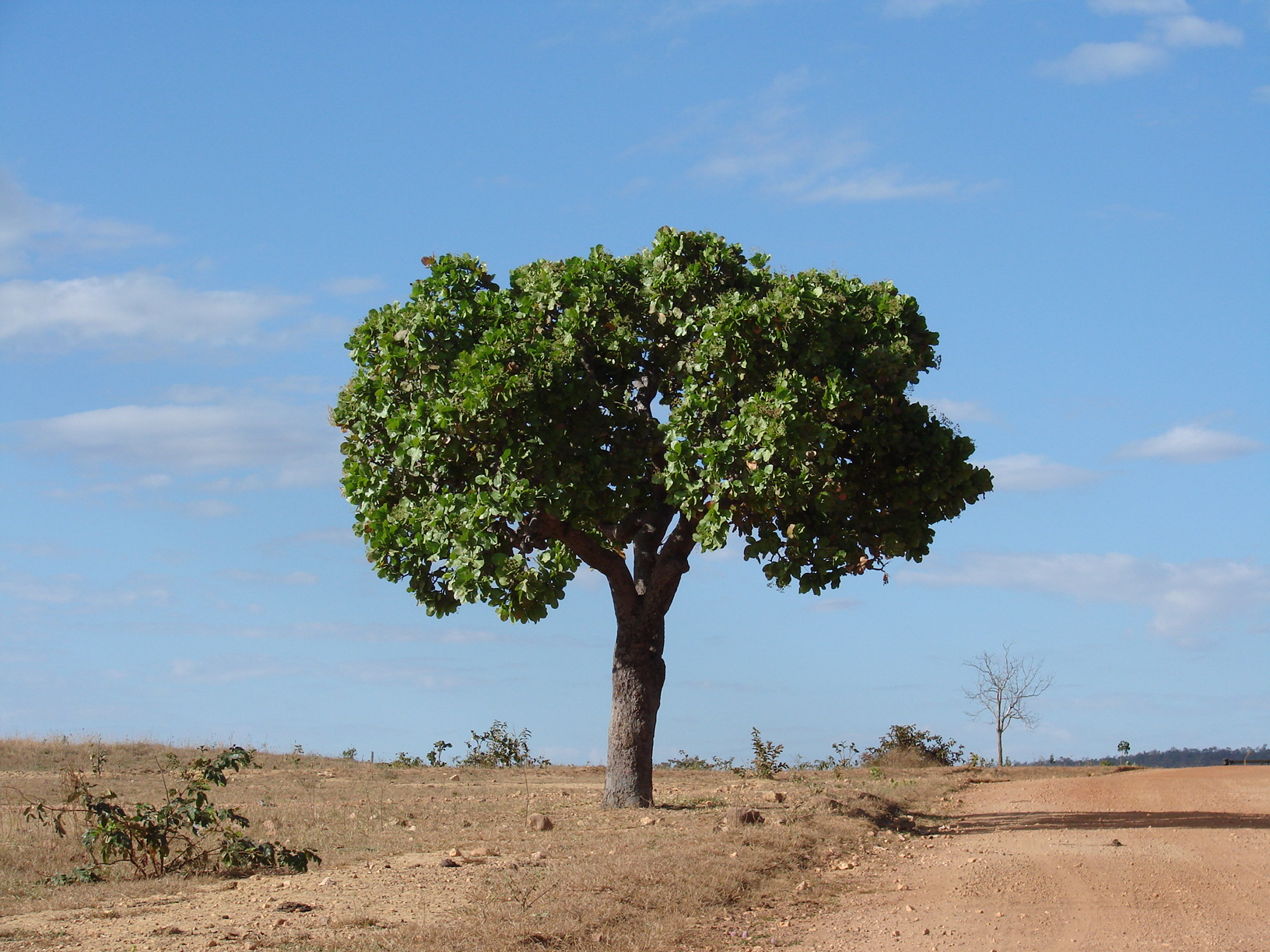
Curatella americana

- Balso (Ochroma sp)
- Carbón (Albizzia Carbonaria)
- Payandé (Pithecelobium Dulce)
- Guayabilla (Psidium sp)
- Zurrumbo (Trema Micrantha)
- Chilco (Eupatorium sp)
- Laurel (Nectandra sp)
- Arrayán (Marcia sp)
- Sangregao (Pterocarpus sp)
- Chaparro (Curatella Americana).

### Fauna
- Garza Blanca (Casmerodius Albus)

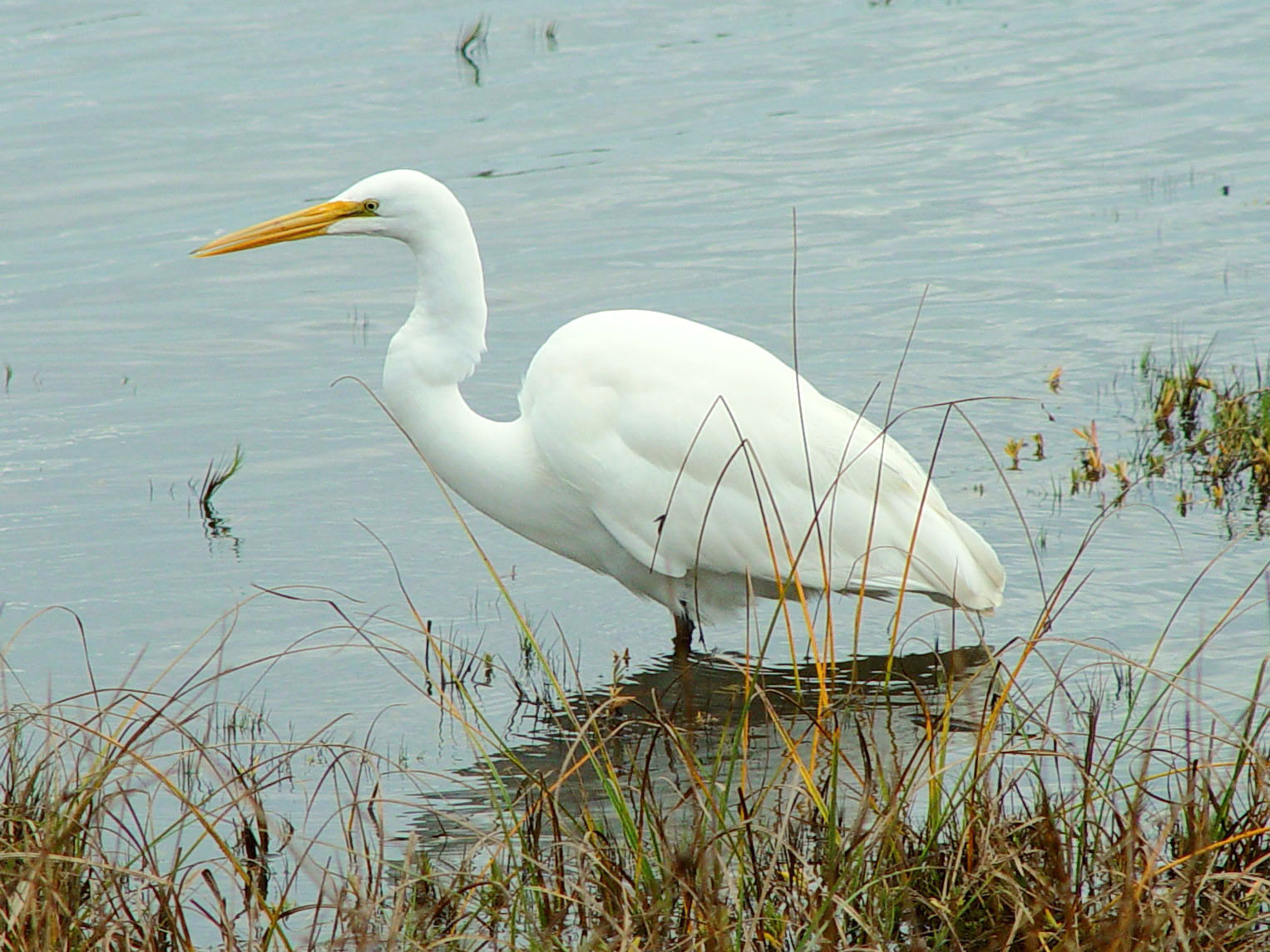
Casmerodius albus

- Garza Estriada Gris (Butorides Atriatus)
- Garza Bueyera (Bubulcus Ibis)
- Guala, Chulo de Cabeza Roja (Cathartes Aura)
- Gallinazo Común (Coragyps Atratus)
- Águila Insectívora de Cola Blanca (Elanus Caeruleus)
- Gavilán Pollero (Buteo Magnirostris)
- Halcón (Accipiter sp)
- Murciélagos de Sacos Alares (Saccopteryx sp, Peropteryx sp)
- Murciélagos Pescadores (Familia Noctilionidae)
- Murciélagos de Nariz Plana (Familia Phyllostomidar)
- Murciélago de Nariz Porcina (Familia Molossdae).[1]

Pese a la contaminación de las aguas y las intervenciones del hombre la fauna de los últimos kilómetros de la microcuenca del Río del Oro es importante y su biodiversidad bastante significativa, en la zona la gran diversidad de aves y mariposas existentes tanto en número de individuos como en números de especies es alta. Esto gracias a la diversidad de árboles y arbustos productores de frutos silvestres, especialmente en la parte alta del Río.